# Олджате Молгора
Олджа̀те Мо̀лгора (на италиански: Olgiate Molgora, на западноломбардски: Ulgiàa, Улджаа) е градче и община в Северна Италия, провинция Леко, регион Ломбардия. Разположено е на 287 m надморска височина. Населението на общината е 6420 души (към 2014 г.).